# Bitwa w dolinie rzeki Bagradas
Bitwa w dolinie rzeki Bagradas – starcie zbrojne, które miało miejsce w roku 49 p.n.e. w prowincji Africa.   
Cezarianie dowodzeni przez Gajusza Kuriona ponieśli porażkę nad rzeką Bagradas z siłami Pompejusza dowodzonymi przez Saburrę i króla Nimidii Jubę. 
Po zwycięstwie pod Utyką Kurion pewny swych sił podjął marsz w kierunku obozu pompejańczyków w dolinie rzeki Bagradas. Na zmęczone wojska cezarian czekały już jednak siły Saburry i króla Numidów Juby I, którzy przypuścili atak. Jazda Saburry oskrzydliła wojska Kuriona, stopniowo je rozbijając, Numidowie zaś wzmacniali pompejańczyków na pozycjach najsilniej atakowanych przez cezarian. Widząc ostatnią szansę Kurion rzucił się na czele swojego wojska w kierunku pobliskiego wzgórza. Tu jednak został doścignięty przez jazdę pompejańczyków. W wyniku walki Kurion poniósł śmierć a wraz z nim większość jego żołnierzy.
Wśród nielicznych, którzy ocaleli znajdował się późniejszy historyk Gajusz Asiniusz Pollio. Prowincja Africa dostała się w ręce Pompejusza. Stała się ona punktem zbornym przeciwników Cezara.